# The Marrow of a Bone
 The Marrow of a Bone è il sesto album del gruppo giapponese dei Dir En Grey.
L'album è stato pubblicato il 7 febbraio 2008 ed è stato pubblicato in undici paesi.

## Tracce
Tutti i brani sono testo di Kyo e musica dei Dir en grey.
Dopo il titolo è indicata fra parentesi "()" la grafia originale del titolo.
1. Conceived Sorrow ( Conceived Sorrow?) - 4:49
2. Lie Buried with a Vengeance (Lie Buried with a Vengeance?) – 2:43
3. The Fatal Believer (The Fatal Believer?) – 3:11
4. Agitated Screams of Maggots (Agitated Screams of Maggots?) - 2:57
5. Grief  (Grief?) – 3:38
6. Ryoujoku no ame (凌辱の雨?) - 4:03
7. Disabled Complexes (Disabled Complexes?) - 3:56
8. Rotting Root (Rotting Root?) – 4:45
9. Namamekashiki ansoku, tamerai ni hohoemi (艶かしき安息、躊躇いに微笑み?) - 4:38
10. The Pledge (The Pledge?) - 3:55
11. Repetition of Hatred (Repetition of Hatred?) - 4:33
12. The Deeper Vileness (The Deeper Vileness?) – 3:46
13. Clever Sleazoid (Clever Sleazoid?) - 3:12

## Formazione
- Kyo (京?, Kyo): voce
- Kaoru (薫?, Kaoru): chitarra
- Die (Die?): chitarra
- Toshiya (Toshiya?): basso
- Shinya (Shinya?): batteria